# 雀鬼流
雀鬼流 (じゃんきりゅう) とは、雀鬼・桜井章一が立ち上げた「雀鬼会」における麻雀の打ち方のこと。
雀鬼流は麻雀を打つ人だけではなく、スポーツ選手や格闘家、棋士などの別のジャンルの人がその感性や考え方を取り入れるケースも多く見られる。

## 主なルール
一般的な「アリアリ」ではなく、「アリナシ」が採用されている。喰いタンは出来るが後付けは禁止するルールである。ただし先付け（原義）までは禁止されておらず先付け（原義）を行った後の副露、または暗刻・暗順子で役をつけることは認められている。2面待ちで片方のみ役がある場合でも、もう片方が純カラであれば認められる。
局の進行
東南戦、西入り無し。流局時の親聴牌は連荘。三家和、四開槓、四人立直は流局。九種九牌は無し。四風連打は制限上存在しない。
点数について
30000点持ちの30000点返し。箱下、箱割れでもゲーム続行。精算時、1000点未満は切り捨て。ただし一度でも箱下になった場合には桜井による特別指導の対象、あるいはペナルティの対象となる。
赤牌
赤5筒2枚がドラとして含まれる。

## 雀鬼流のルールとその考え方
雀鬼流のルールには独自の制約・制限が付いている。
打牌速度
打牌はできるだけ速く行う。1秒から4秒ぐらいが基本で、長考は少なくする。「待ち合わせ」と同じで、待たせるのは良くないことと喩えられる。また「リズム」の面や、「感性」で打つことにおいても重要視されている。
第一打目の字牌切りの禁止
雀鬼流では字牌の扱いを重要視する。第一打目ではなく第二打目ならいいのかというとそうではなく、字牌そのものを軽んじることをタブーとしている。風牌や三元牌を鳴かれたらそれだけで役を確定させてしまい、「役牌ドラ2」などの簡単なアガりを生み出してしまう。また、前に出た時の受けがしっかり取れるように数牌を見極めることで手牌の構成が明確になり、オリるのではなく「受ける」という姿勢が自然と取れるようになる。それらは字牌が様々な流れを生み出す源泉であり、字牌の扱い方によって局面が大きく変わることを意味している。そして第一打目というのはその局における全ての始まりであり手牌の方向性が現れる重要な意味を持つ。その方向性の良し悪しにおいて第一打に数牌が選びやすく、迷いが生じにくい手牌というのは、流れの源泉である字牌を切るタイミングと使うタイミングの両方が選択しやすいという良い方向性を現している。逆に第一打に数牌が選びにくく、迷いが生じやすい手牌というのは、流れの源泉である字牌を切るタイミングと使うタイミングの一方が選択しづらいというあまり良くない方向性を現している。そこであえて第一打に字牌を切らないようにするのは、その良い方向性の手牌を意図的に作り出すためである。それは同時に、第一打にその牌を切った意味を考えて打っていくということでもある。そしてそれらは全て手牌の方向性とは別に今現在の自分の状態を考慮した上での打牌が大切になってくる。第一打に字牌を切っても良い例外として、字牌を切ればダブル立直の状態で、それが今の自分の状態の最終形と判断した場合は切っても良い。
不聴 (ノーテン) 時のドラ切りの禁止
ドラとは本来、人間の思惑を計るために少しだけ目立つように置かれた牌であり、卓上で一番初めに誕生する全員の共通牌である。そのドラは、時には面倒を起こしそうだったり、今の自分には不要だと思える時もある。自分が置かれた状況によって同じドラでも善玉になったり悪玉になったりしてしまう。そんなドラの好不都合さを受け入れて大切に扱っていると、場全体の状況が見えてきたり、今の自分の状態が計りやすくなってくる。ドラは「恋人、もしくは大切な人」と思って打つ意識がとても大切にされている。そしてこれらはドラを鳴かれてドラ3 (満貫以上確定) というような事態になっても、自分が前へ出て常に勝負できる形を取っておく姿勢に繋がっている。赤5筒はドラだが、ドラに準ずるものとして聴牌していなくても切れる。聴牌したからといって切ってはいけない状況も多々あり、まず出和了ができる形でないと切ることはできない。故に役なしで切る時は必ずリーチをかけて切ることになる。またその時の場の状況や自分の状態を照らし合わせた時に、まだ最終形ではないと判断した場合は聴牌を取らずにドラは切らないで打っていくようにする。例外として字牌がドラで場に2枚切られている場合は切っても良い。またオーラスなどの条件がある場合はその時の状況によって例外になるケースもある。
即引っかけ立直の禁止
即引っかけになる聴牌は1巡おいてから立直する。「騙されたほうが悪い」という発想は勝つことを最大目標にすると自然と生まれてきてしまうもの。そうしないのは、ツモって和了することに重きを置いているからである。オーラスなどの条件がある場合を除いて、基本的に出和了はツモ和了を目指した結果としてついてくるものとされている。それは、即引っ掛けリーチをしないことで他家に対する他力よりも自力の方が強くなり自分の状態を良くしやすいことに繋がっている。
槓の制限
槓は門前かつ聴牌時の暗槓のみ認められ、明槓 (加槓・大明槓) は禁止されている。暗槓後は出和了ができる形が条件なので、役が無ければ即リーチをしなければならない (ただし嶺上牌が上記の即引っかけに該当する場合は1巡おいてから立直する) 。また、立直後の暗槓見逃しは「弱気である」とみなされペナルティ扱いになる。槓をするということは、一つでも扱うのが大変なドラを増やし、さらに裏ドラまで乗せる可能性を作ることになる。それは自分が常に前へ出る意志を持っていなければ、自分も相手も巻き込んだ地雷を置いていくことになってしまう。そうならないように、どんな状況でも前へ出れる姿勢を取るため。
裸単騎の禁止
4副露した裸単騎は原則として禁止されている。裸単騎はうまくいった時は良いが、基本的には、「勇気」ではなく「無謀」という行動になってしまうことが多い。そうならないように前もって工夫して準備をしておくことが大切になってくる。例外として字一色や清老頭などの役満が確定する時に限って4副露しても良い。
地獄待ちリーチの禁止
2枚切れの字牌単騎など出和了の要素が強いいわゆる地獄待ちリーチは原則として禁止されている。雀鬼流ではツモ和了を重視している。例えば白白白發發發中で中単騎の小三元であっても、中が2枚切れている場合はリーチすることができない。その場合、そういう状態になってしまってる自分が間に合っていない、ということに気づいて、修正していくことが大事になってくる。
一手変わり四暗刻の立直制限
これはそのままの意味で、役満への手替わりがあるのに手牌に蓋をしてはならないという理由から。ただし目に見えて空テン (仮にテンパイしても待ち牌が無い状態) であれば例外となる。
役満が見える副露に対する打牌制限
3副露で役満の可能性が見える場合、それに関連する牌は切ってはならない。大三元 (2副露から)・字一色・四喜和・清老頭・緑一色が該当する。ただし自分が役満を聴牌している場合は切ってもよい。
自摸アガリを目指す
「出あがりはオマケ」ということ。出あがり自体は他力という考え方で、自分で持ってこられるような形にする努力をするという意味合いもある。
状況判断
現在の自分の状態や、場の型、それまでの各者の打牌によって生じた流れを考慮しながら打っていく。またアヤに気づき活かせるように工夫をしながら打っていく。南1局までは全員がトップを目指し、卓に乗っていくようにする。南2局以降は、自分が浮いている場合はそのままAトップ (1人浮き状態) を目指し、他家は逆に、3コロ (3人沈みの状態) 、2コロ (2人沈みの状態) 、チンマイ (1人沈みの状態) を生み出さないように判断しながら打っていく。
ウマとペナルティ
雀鬼会ルールでは、ウマは奪い合うものではなく、良い試合を行ったことに対するボーナスとして桜井からつけられる評価点という位置づけである。したがってマイナスや下位で終わってもマイナスのウマが付けられることはない。この逆がペナルティで上記の打牌ルールに反すると、「ペナルティ」としてその局のあがりや鳴き、聴牌宣言が禁止されたり評価点としてマイナスが付くことがある。またルール上ペナルティをしないことが優先されるため雀鬼会の公式戦では順位はまずペナルティを行っていない者からつけられ、どんなに成績が良くてもペナルティを行った者はペナルティの無い者よりも下位とされる。

## 雀鬼流麻雀の原点
雀鬼流の打ち方の根源にある感性や根本的な考え方には、人間が元々持っている本来の感覚に還っていき、本質に気づいていく力、感じ取っていく力を磨き、それを実践することで何が本当に大切なのかが見えるようになるためというのが根幹にある。またそれは同時に、麻雀とは何なのか、何のために打つのかという本質的な部分が見えてくるようになるためでもある。そこには、勝つために戦うのではなく「良い勝負をして、結果としてそこに勝敗がある」という過程が根底にある。これらを基礎とすることで多様な場面での応用力がつき、様々な打ち筋に発展させ、対応する力がついてくる。